# Modicogryllus syriacus
Modicogryllus syriacus är en insektsart som först beskrevs av Bolívar, I. 1893.  Modicogryllus syriacus ingår i släktet Modicogryllus och familjen syrsor. Inga underarter finns listade i Catalogue of Life.